# Bronzen Medaille ter Herinnering aan de Oorlog van 1812
De Bronzen Medaille ter Herinnering aan de Oorlog van 1812 werd in 1812 ingesteld ter beloning van edellieden en kooplieden (ereburgers) die zich verdienstelijk hadden gemaakt in de Oorlog van 1812 waarin Napoleon Bonaparte en zijn Grande Armée waren opgerukt tot Moskou maar uiteindelijk vernietigend werden verslagen.
Op de voorzijde van de medaille is een Alziend oog in een piramide afgebeeld met daaronder de tekst "OORLOG 1812". Op de keerzijde staat "NIET VOOR ONS, NIET VOOR ONS, MAAR VOOR U", een citaat uit psalm 115.
De medaille werd door de kooplieden en edelen aan het lint van de zeer hoog gewaardeerde Orde van Sint-Vladimir gedragen.

## De Medaille voor adellijke dames
Dezelfde medaille werd volgens een oekaze van 8 februari 1816 aan het lint van de Orde van Sint-Vladimir uitgereikt aan adellijke dames die de oudste van hun familie waren.